# Витоша (квартал)
Вижте пояснителната страница за други значения на Витоша.
„Витоша“ е бивша вилна зона край София, понастощем жилищен квартал, част от район „Лозенец“ (а не от район „Витоша“).

## Местоположение
Разположен е между местността „Юзината“ в близост до Околовръстния път и подножието на планината Витоша на юг, Столичния зоопарк, Ловния парк и квартал „Дианабад“ на север, бул. „Никола Габровски“ на изток и квартал „Кръстова вада“ на запад. Между него и Студентски град са разположени резиденции на Дипломатическия корпус. С разрастването на столицата границите на квартал „Витоша“ също се изменят и понастоящем той обхваща също така и зоната между булевард „Г. М. Димитров“ и Студентски град.

## История
Първоначално е застроен с вили през 60-те години на XX век. През 80-те и 90-те привлекателността му за живеене нараства паралелно с развитието на Симеоново и наплива на студенти, привлечени от ниските наеми.
През 1996 – 1997 г. търсенето рязко се засилва и през 1998 – 1999 г. са построени първите високи кооперации и блокове. В началото на XXI век започва интензивно застрояване с 4-5-6 етажни сгради и няколко еднофамилни къщи, в които преобладават апартаментите с големи квадратури, като и комплекси от затворен тип.

## Инфраструктура
Инфраструктурата на квартала е повлияна от първоначалната и отдавна отминала употреба като вилна зона. Основна транспортна артерия е бул. „Симеоновско шосе“. Единственият градски транспорт по бул. „Симеоновско шосе“ си остава автобус 102 на интервал от 10 минути за живущите в двете големи като територия и презастрояване части на кв. „Витоша“, заедно с „Малинова долина“, долната част на Студентски град, както и част от „Дианабад“. Има и междуградски автобус 67 на интервал от 30 минути. На задния вход на Зоопарка спират 7 линии на градския транспорт, които са на пешеходно разстояние от около 40 минути.
Промишлената мини-зона по улиците „Филип Кутев“ и „Сребърна“ се сливат в „Могилата“. През 2005 г. започва успешната газификация на квартала.

## Комплекс „Сите Жарден“
Комплекс „Сите Жарден“ е нов жилищен комплекс в местността „Витоша ВЕЦ Симеоново“, разположен в границите на квартал „Витоша“, в близост до ул. „Георги Райчев“ и Околовръстния път на София. Състои се от 10 отделни сгради с подземни гаражи, магазини, спортни площадки, развлекателни заведения, детска градина и банков офис. С построяването му е изградена вътрешна инфраструктура и охранителна система за наблюдение на целия периметър.

## Улици и произход на имената им
| Път                             | Наречен на                                                    | Местоположение |
| ------------------------------- | ------------------------------------------------------------- | -------------- |
| „21 век“                        | 21 век                                                        | Карта          |
| „455“                           | –                                                             | Карта          |
| „Акад. Димо Велев“              | Димо Велев (1903 – 1988), инженер                             | Карта          |
| „Акад. Петко Стайнов“           | ?                                                             | Карта          |
| „Акад. Петър Динеков“           | Петър Динеков (1910 – 1992), литературен исторк               | Карта          |
| „Акад. Христо Я. Христов“       | Христо Христов (1915 – 1990), физик                           | Карта          |
| „Алберт Айнщайн“                | Алберт Айнщайн (1879 – 1955), германски физик                 | Карта          |
| „Ангел Каралийчев“              | Ангел Каралийчев (1902 – 1972), писател                       | Карта          |
| „Арх. Борис Далчев“             | Борис Далчев (1910 – 1986), архитект                          | Карта          |
| „Арх. Димитър Цолов“            | Димитър Цолов (1896 – 1970), архитект                         | Карта          |
| „Арх. Панталей Цветков“         | Пантелей Цветков (1894 – 1954), архитект                      | Карта          |
| „Арх. Петър Загорски“           | Петър Загорски (1893 – 1964), архитект                        | Карта          |
| „Асен Разцветников“             | Асен Разцветников (1897 – 1951), писател                      | Карта          |
| „Борис Арсов“                   | Борис Арсов (1915 – 1974), общественик                        | Карта          |
| „Борис Руменов“                 | Борис Руменов (1884 – 1944), актьор и писател                 | Карта          |
| „Братя Чакрин“                  | ?                                                             | Карта          |
| „Георги Райчев“                 | Георги Райчев (1882 – 1947), писател                          | Карта          |
| „Д-р Г. М. Димитров“            | Г. М. Димитров (1903 – 1972), политик                         | Карта          |
| „Д-р Йордан Йосифов“            | ?                                                             | Карта          |
| „Данаил Крапчев“                | Данаил Крапчев (1880 – 1944), журналист                       | Карта          |
| „Димитър Страшимиров“           | Димитър Страшимиров (1868 – 1939), историк                    | Карта          |
| „Димитър Шишманов“              | Димитър Шишманов (1889 – 1945), политик и писател             | Карта          |
| „Димитър Яблански“              | Димитър Яблански (1858 – 1937), политик                       | Карта          |
| „Дионисий Дионисиев“            | Дионисий Дионисиев (1908 – 1992), художник                    | Карта          |
| „Екатерина Ненчева“             | Екатерина Ненчева (1885 – 1920), поетеса                      | Карта          |
| „Емануил Попдимитров“           | Емануил Попдимитров (1885 – 1943), писател                    | Карта          |
| „Иван Пантелеев“                | ?                                                             | Карта          |
| „Иван Пейчев“                   | Иван Пейчев (1916 – 1976), писател                            | Карта          |
| „Иван Радоев“                   | Иван Радоев (1927 – 1994), драматург                          | Карта          |
| „Иван Славейков“                | Иван Славейков (1853 – 1901), политик                         | Карта          |
| „Исак Нютон“                    | Исак Нютон (1642 – 1727), английски математик и физик         | Карта          |
| „Йозеф Валдхард“                | Йозеф Валдхард (1819 – ?), австрийски дипломат                | Карта          |
| „Йордан Бадев“                  | Йордан Бадев (1888 – 1944), публицист                         | Карта          |
| „Йордан Радичков“               | Йордан Радичков (1929 – 2004), писател                        | Карта          |
| „Йордан Стубел“                 | Йордан Стубел (1897 – 1952), писател                          | Карта          |
| „Кирил Буюклийски“              | Кирил Буюклийски (1903 – 1968), художник                      | Карта          |
| „Константин Петканов“           | Константин Петканов (1891 – 1952), писател                    | Карта          |
| „Леа Иванова“                   | Леа Иванова (1923 – 1986), певица                             | Карта          |
| „Лиляна Паница“                 | Лиляна Паница (? – 1945), общественичка                       | Карта          |
| „Марин Тодоров“                 | Марин Тодоров (1931 – 2016), политик                          | Карта          |
| „Могилата“                      | ?                                                             | Карта          |
| „Никола Недев“                  | Никола Недев (1886 – 1970), генерал                           | Карта          |
| „Нилс Бор“                      | Нилс Бор (1885 – 1962), датски физик                          | Карта          |
| „Околовръстен път“              | –                                                             | Карта          |
| „Петър Карапетров“              | Петър Карапетров (1900 – 1980), писател                       | Карта          |
| „Проф. Александър Балабанов“    | Александър Балабанов (1879 – 1955), литературен критик        | Карта          |
| „Проф. Васил Арнаудов“          | Васил Арнаудов (1933 – 1991), диригент                        | Карта          |
| „Проф. Васил Стоин“             | Васил Стоин (1880 – 1938), фолклорист                         | Карта          |
| „Проф. Георги Златарски“        | Георги Златарски (1854 – 1909), геолог                        | Карта          |
| „Проф. Георги Манев“            | Георги Манев (1884 – 1965), физик                             | Карта          |
| „Проф. Елисавета Карамихайлова“ | Елисавета Карамихайлова (1897 – 1968), физичка                | Карта          |
| „Проф. Жечо Атанасов“           | Жечо Атанасов (1919 – 2000), педагог                          | Карта          |
| „Проф. Иван Венедиков“          | Иван Венедиков (1916 – 1997), историк                         | Карта          |
| „Проф. Илия Цоневски“           | Илия Цоневски (1903 – 1992), богослов                         | Карта          |
| „Проф. Кирил Попов“             | Кирил Попов (1880 – 1966), математик                          | Карта          |
| „Проф. Константин Гълъбов“      | Константин Гълъбов (1892 – 1980), филолог                     | Карта          |
| „Проф. Марин Бъчваров“          | Марин Бъчеваров (1859 – 1926), астроном                       | Карта          |
| „Проф. Милко Борисов“           | Милко Борисов (1921 – 1998), физик                            | Карта          |
| „Проф. Порфирий Бахметиев“      | Порфирий Бахметиев (1860 – 1913), руски физик и биолог        | Карта          |
| „Проф. Станчо Ваклинов“         | Станчо Ваклинов (1921 – 1978), археолог                       | Карта          |
| „Проф. Христо Вакарелски“       | Христо Вакарелски (1896 – 1979), етнограф                     | Карта          |
| „Проф. д-р Иван Странски“       | Иван Странски (1897 – 1979), физикохимик                      | Карта          |
| „Проход Маказа“                 | Маказа, проход в Родопите                                     | Карта          |
| „Пъстър свят“                   | ?                                                             | Карта          |
| „Ради Радев“                    | Ради Радев, политик                                           | Карта          |
| „Симеоновско шосе“              | „Симеоново“, квартал на София                                 | Карта          |
| „Слав Караславов“               | Слав Караславов (1932 – 2002), писател                        | Карта          |
| „Стефан Гечев“                  | Стефан Гечев (1911 – 2000), писател                           | Карта          |
| „Стефан Савов“                  | Стефан Савов (1924 – 2000), политик                           | Карта          |
| „Тодор Кожухаров“               | Тодор Кожухаров (1891 – 1945), журналист и политик            | Карта          |
| „Тодор Ф. Чипев“                | Тодор Чипев (1867 – 1944), книгоиздател                       | Карта          |
| „Трифон Кунев“                  | Трифон Кунев (1880 – 1954), писател и журналист               | Карта          |
| „Филип Кутев“                   | Филип Кутев (1903 – 1982), композитор                         | Карта          |
| „Чавдар Мутафов“                | Чавдар Мутафов (1889 – 1954), писател                         | Карта          |
| „Ърнест Ръдърфорд“              | Ърнест Ръдърфорд (1871 – 1937), новозеландско-британски физик | Карта          |
| „Яна Язова“                     | Яна Язова (1912 – 1974), писателка                            | Карта          |

## Други
В южната част на квартала е разположен хотел „Амбасадор“, в който на 15 ноември 2000 г. избухва взрив.